# Eupithecia uniformata
Eupithecia uniformata är en fjärilsart som beskrevs av Barend J. Lempke 1969. Eupithecia uniformata ingår i släktet Eupithecia och familjen mätare. Inga underarter finns listade i Catalogue of Life.